# 帯広送信所

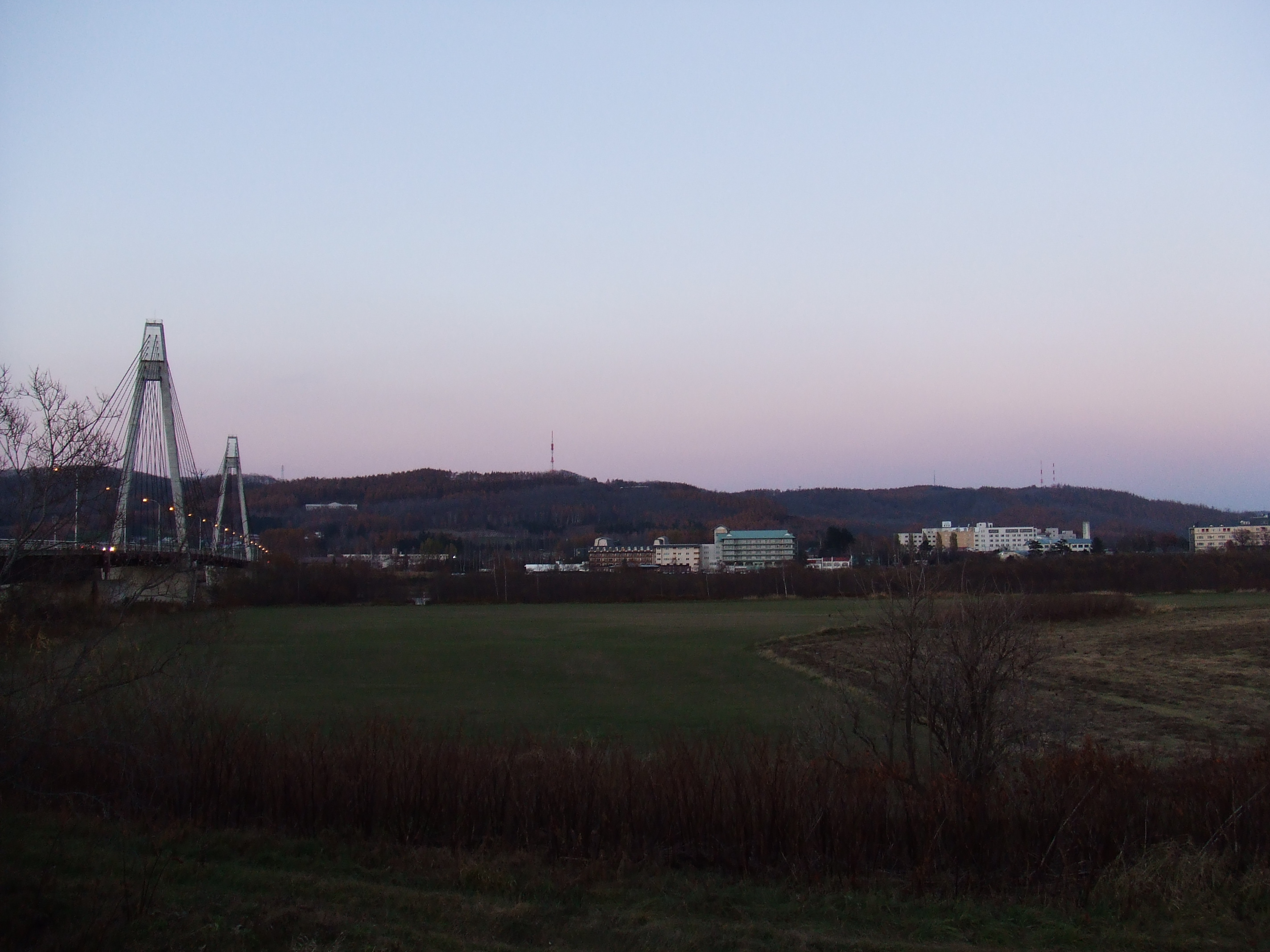
十勝川から見た十勝が丘。高台には放送送信所等が並んでいる。（2007年11月撮影）

帯広送信所（おびひろそうしんじょ）は北海道河東郡音更町十勝川温泉にあるテレビ・ラジオの送信所。十勝が丘と呼ばれる小高い丘陵地にある。

## 送信設備
NHK帯広放送局と北海道をエリアとする民放各社の送信所があり、十勝地方の基幹送信所という位置づけになっている。UHBテレビ（アナログ・デジタル）、HBCテレビ（デジタル）、民放FM2社の送信所は、少し西に離れた山東山（十勝が丘展望台の北側）に設置されている。
NHK帯広第1・NHK帯広第2・HBCラジオ・STVラジオ各送信所と2011年7月24日まで運用されていたHBCテレビ（アナログ）帯広送信所については、帯広ラジオ送信所を参照。
放送エリアは、おおむね十勝総合振興局管内の全域（帯広市・河東郡・河西郡・池田町・清水町・豊頃町・浦幌町・足寄町芽登・幕別町幕別地区・本別町南部）としている。

### テレビジョン放送

#### 地上デジタルテレビ放送
| リモコン キーID | 放送局名             | 呼出符号 | 物理 チャンネル | 空中線 電力 | ERP    | 放送対象地域 | 放送区域 内世帯数 | 開局日         |
| --------------- | -------------------- | -------- | --------------- | ----------- | ------ | ------------ | ----------------- | -------------- |
| 1               | HBC 北海道放送       | なし     | 19              | 1kW         | 9.1kW  | 北海道       | 約121,700世帯     | 2007年 10月1日 |
| 2               | NHK 帯広教育         | JOOC-DTV | 13              | 1kW         | 7.8kW  | 全国         | 約121,700世帯     | 2007年 10月1日 |
| 3               | NHK 帯広総合         | JOOG-DTV | 15              | 1kW         | 7.9kW  | 十勝圏       | 約121,700世帯     | 2007年 10月1日 |
| 5               | STV 札幌テレビ放送   | なし     | 21              | 1kW         | 9.8kW  | 北海道       | 約121,700世帯     | 2007年 10月1日 |
| 6               | HTB 北海道テレビ放送 | なし     | 23              | 1kW         | 12.5kW | 北海道       | 約121,700世帯     | 2007年 10月1日 |
| 7               | TVh テレビ北海道     | なし     | 17              | 1kW         | 9.8kW  | 北海道       | 約127,600世帯     | 2011年 11月7日 |
| 8               | UHB 北海道文化放送   | なし     | 25              | 1kW         | 9.1kW  | 北海道       | 約121,700世帯     | 2007年 10月1日 |

- テレビ北海道（TVh）以外の各局は、2007年5月23日に予備免許交付、8月13日から試験放送開始、9月27日に本免許交付、10月1日から本放送開始。
- TVhは、総務省の支援で2011年7月24日の地上デジタル放送完全移行後、年内に開局することが2010年12月までに確定した[3][4]。その後、2011年6月1日に予備免許が交付され[2][5]、10月24日から試験放送を開始、11月7日に本免許が交付され、同日開局した。なお、帯広シティーケーブル（OCTV）でも再送信が行われているが、こちらは札幌と専用回線を結ぶ形式での再送信を行っている。
- TVh以外の地上デジタル放送の物理チャンネルは札幌局と同じで、TVhは札幌アナログ親局と同じである。
- データ放送などの付随するサービスが全て利用可能である。

デジタル放送施設の画像

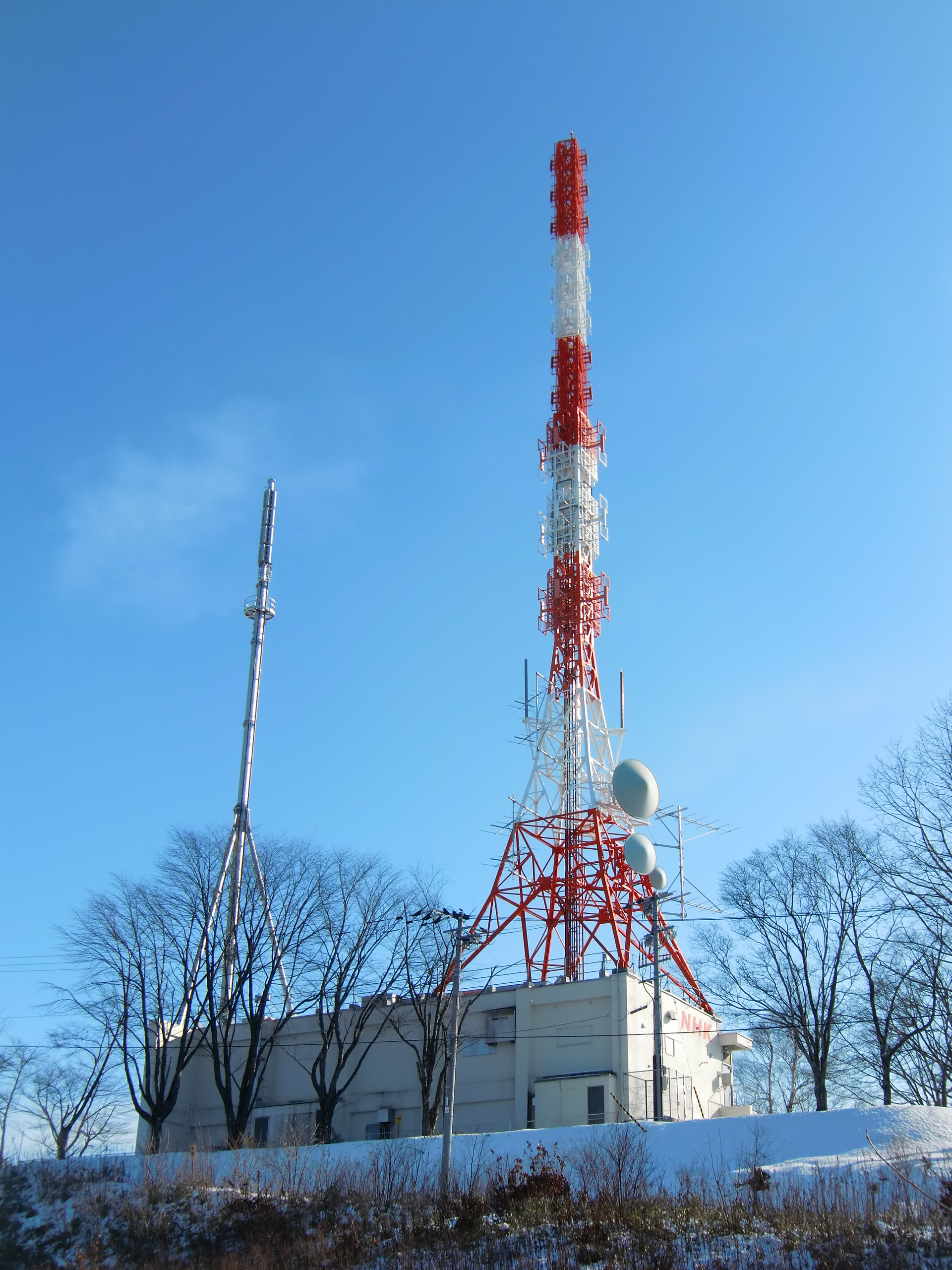
NHK
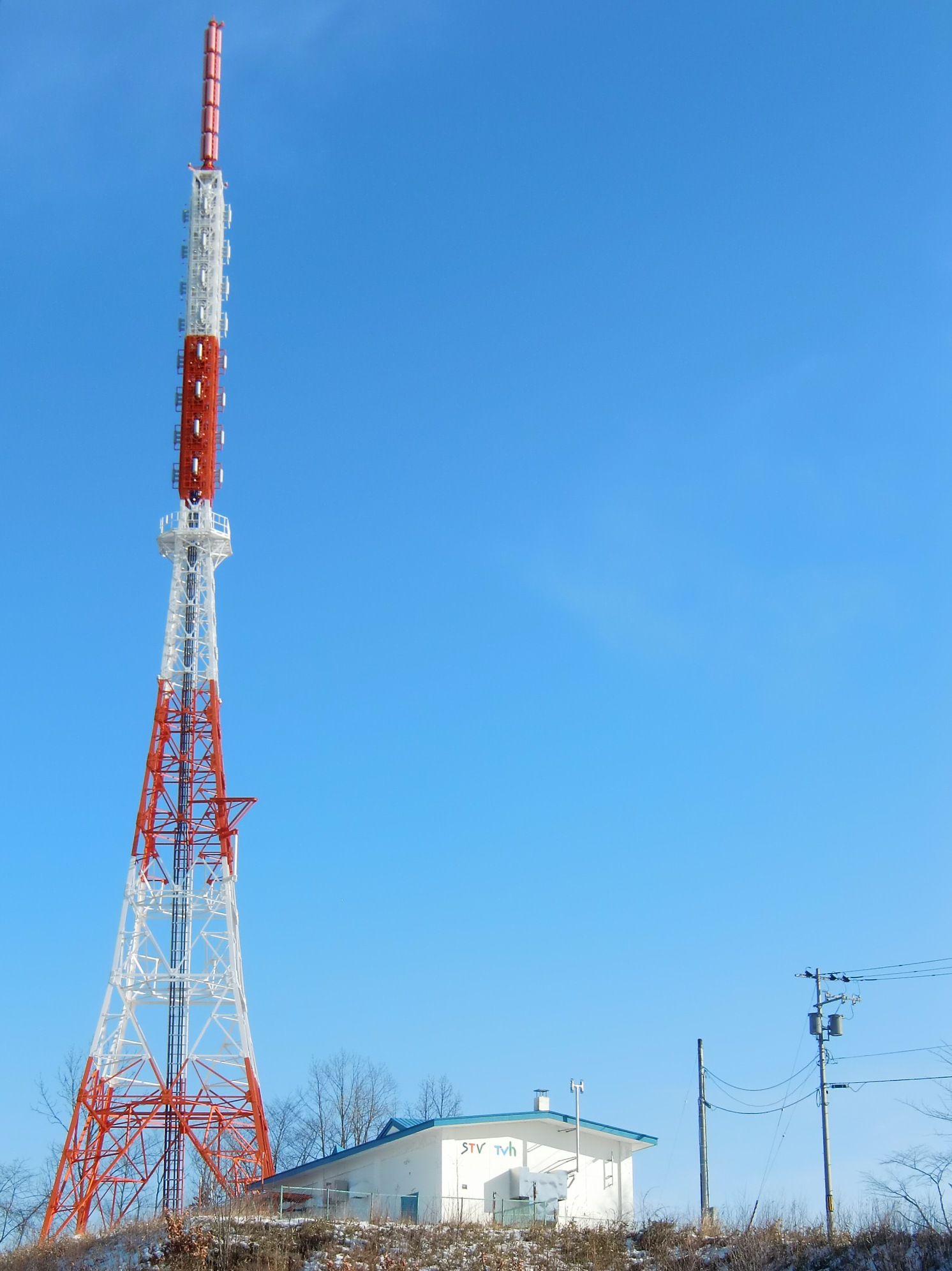
STV・TVh
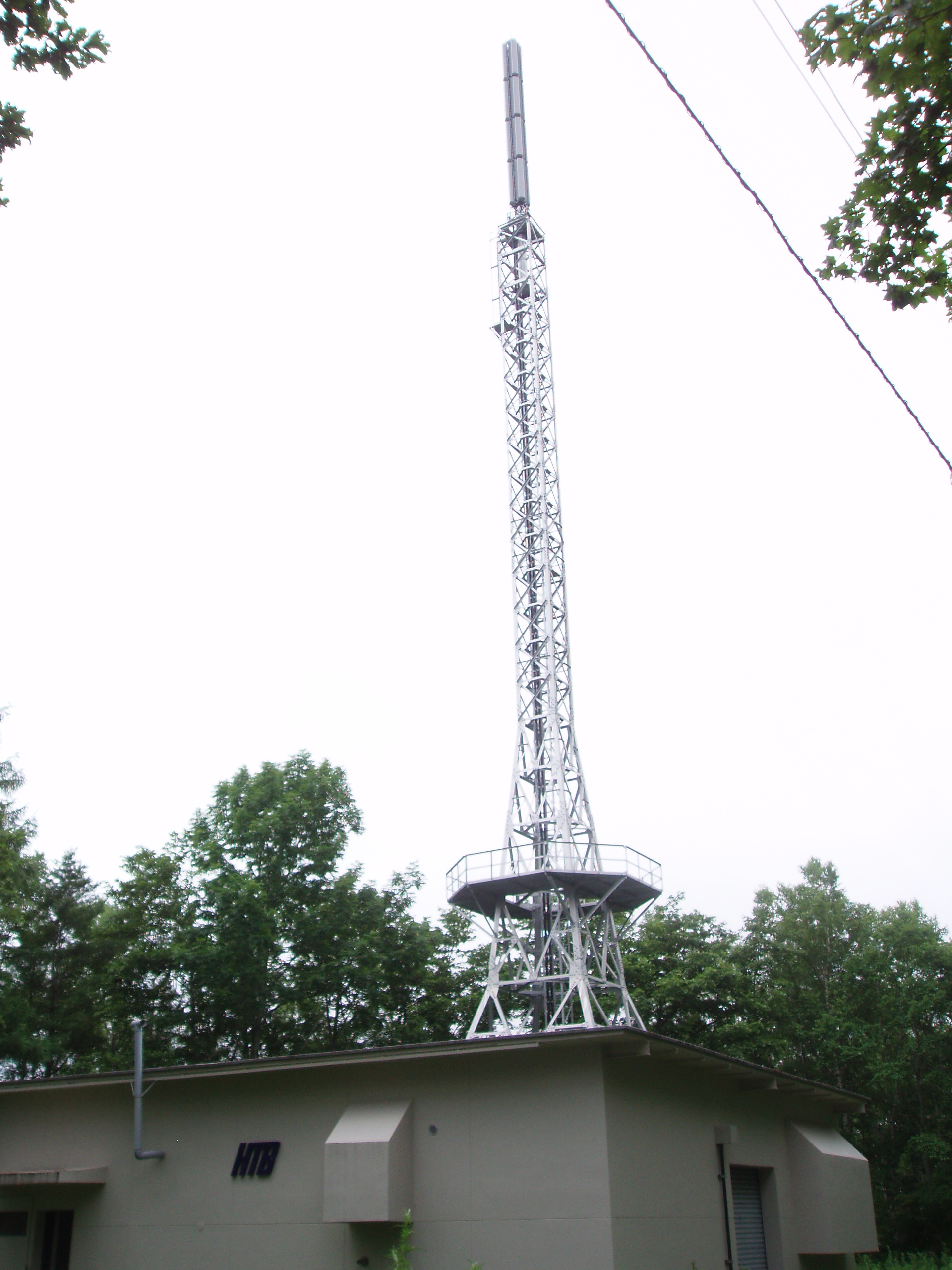
HTB
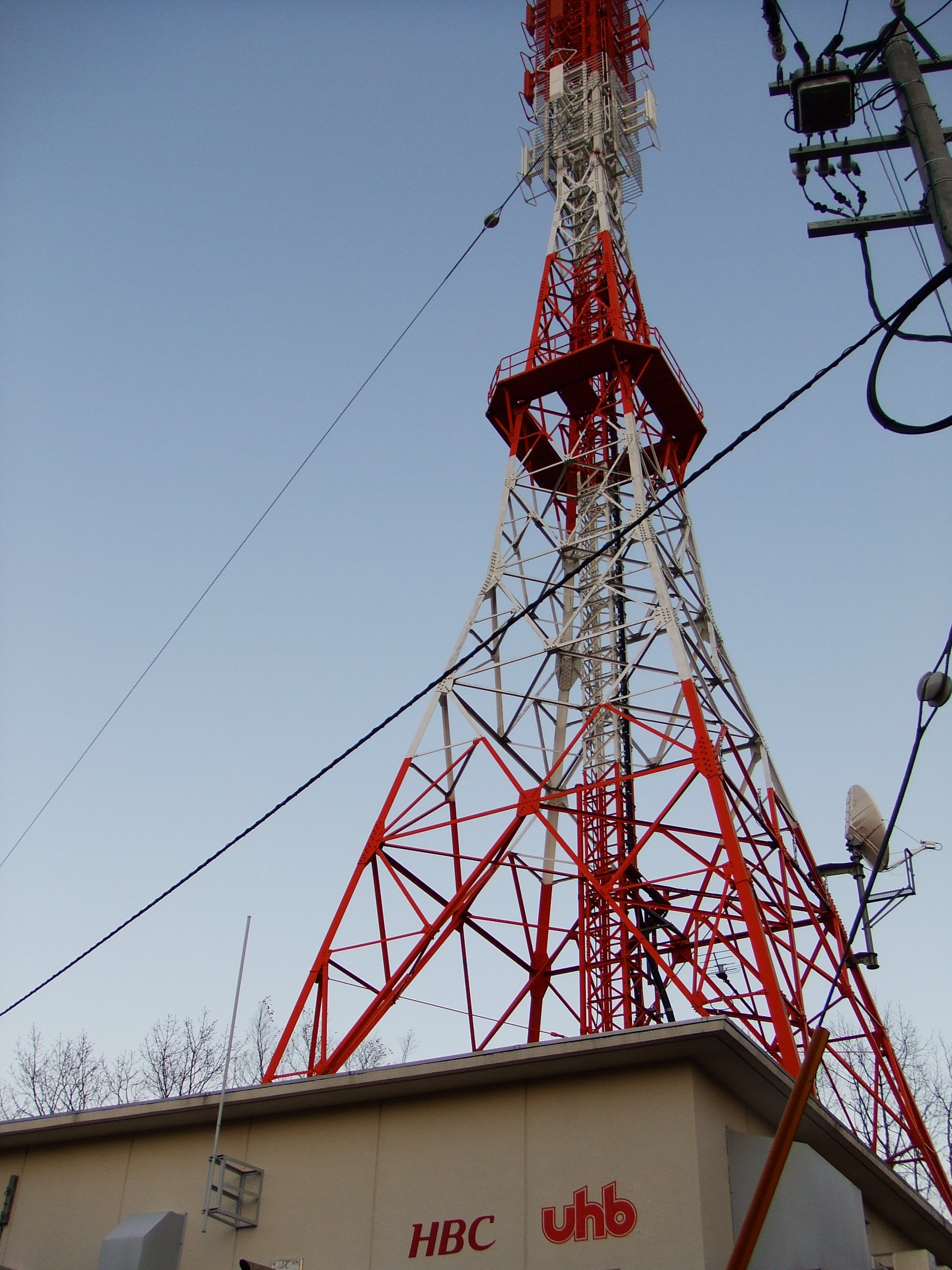
UHB・HBC （AIR-G'・NORTH WAVEの送信設備を共用）

#### 地上アナログテレビ放送
| チャンネル      | 放送局名                  | 呼出符号     | 空中線 電力         | ERP                   | 放送対象地域 | 放送区域 内世帯数 |
| --------------- | ------------------------- | ------------ | ------------------- | --------------------- | ------------ | ----------------- |
| 4               | NHK 帯広総合              | JOOG-TV      | 映像1kW/ 音声250W   | 映像7.4kW/ 音声1.85kW | 十勝圏       | 約130,000世帯     |
| 10              | STV 札幌テレビ放送 帯広局 | JOWL-TV      | 映像1kW/ 音声250W   | 映像9.3kW/ 音声2.3kW  | 北海道       | -                 |
| 12              | NHK 帯広教育              | JOOC-TV      | 映像1kW/ 音声250W   | 映像8.1kW/ 音声2kW    | 全国         | 約130,000世帯     |
| 32              | UHB 北海道文化放送        | なし         | 映像10kW/ 音声2.5kW | 映像91kW/ 音声23kW    | 北海道       | -                 |
| 34              | HTB 北海道テレビ放送      | なし         | 映像10kW/ 音声2.5kW | 映像125kW/ 音声31kW   | 北海道       | -                 |
| 26 （割当のみ） | TVh テレビ北海道          | （開局せず） | （開局せず）        | （開局せず）          | （開局せず） | （開局せず）      |

- 全局が2011年7月24日をもって運用を終了し、廃局となった。
- NHK・HBC・STVの地上アナログ放送物理チャンネルは函館送信所と同じであり（ただし、NHK総合とHBCはオフセットが[7]、STVとNHK教育は物理チャンネルとオフセットが違う[8]）、HBCはJNN系キー局のTBSテレビと同じ6ch、STVはNNN系準キー局の讀賣テレビ放送と同じ10chであった。
- TVhにはチャンネルが割り当てられていたが、中継局が開設されなかった。なお、地元ケーブルテレビ局の帯広シティーケーブル（OCTV）が再送信しているが、札幌で親局を受信して専用回線を利用したのものである。

### FMラジオ放送
| 周波数 （MHz） | 放送局名                     | 呼出符号 | 空中線電力 | ERP  | 放送対象地域 | 放送区域 内世帯数 |
| -------------- | ---------------------------- | -------- | ---------- | ---- | ------------ | ----------------- |
| 78.5           | エフエム北海道 （AIR-G'）    | なし     | 250W       | 830W | 北海道       | -                 |
| 82.1           | FM NORTH WAVE （NORTH WAVE） | なし     | 250W       | 830W | 北海道       | -                 |
| 87.5           | NHK 帯広FM                   | JOOG-FM  | 250W       | 890W | 十勝圏       | 約130,000世帯     |

### マルチメディア放送
| 周波数 （MHz） | 放送局名         | 空中線電力 | ERP | 放送区域                               | 放送区域内世帯数 | 開局日     |
| -------------- | ---------------- | ---------- | --- | -------------------------------------- | ---------------- | ---------- |
| 214.714286     | モバキャス NOTTV | 2.5kW      | -kW | 北海道十勝管内広範囲及び周辺の一部地域 | 約140,000世帯    | 2013年11月 |

- 2013年9月18日、予備免許交付[10]。同年11月、本放送を開始。

### 備考
- 全局偏波面は水平偏波となっている。
- 民放テレビ各局のアナログテレビジョン放送では、技術的・コスト的問題から、他の道内基幹局と同様音声多重放送を実施していないため、音声はモノラル。ただし、字幕放送やアナログデータ放送は回線使用料を現状維持できるため利用可能であった。なお、デジタル放送では実施されている音声多重放送は、アナログ放送では行われなかった。
- テレビ北海道（TVh）は、アナログでは開局しないことが確定したものの、2011年11月7日[2]にデジタル新局で開局、2007年10月1日の帯広送信所での地上デジタル放送開始から運用しているSTVの中継局施設に相乗りした。
- 民放の地上デジタルテレビ放送局全社は、札幌放送局を親局とする中継局として扱われるため、コールサインはない。NHK帯広放送局のデジタルテレビ放送はコールサインが付いているため、帯広送信所は帯広放送局の親局となっている。
- 帯広市を放送対象地域とするコミュニティFM放送局の送信所は、2局とも帯広市役所に置かれている。 ※詳細は、帯広市役所を参照。

#### 送信所について
- NHK帯広放送局（テレビ・FM放送共用）、HTBはそれぞれ単独。
  - HTB単独の送信所施設は、帯広局と函館局[11]の2か所のみである。HTBのロゴは、1968年開局時のものをアクリル板で壁面に貼り付けて記されている。
- STV送信所は自社のデジタルテレビ局に加え、2011年11月7日に開局したTVhデジタルテレビ局の送信設備を包含する。鉄塔・局舎はもともとSTV単独のアナログテレビ送信所として使用していたものである。 
  - STVのロゴは、1959年開局時のものをアクリル板で壁面に貼り付けて記されていたが、TVhが相乗りすることになったため、新ロゴのSTVが11月7日に開局したTVhのロゴとともに、ペンキで壁面に記されることになった。ただし、TVhのロゴは「V」の下の部分が丸まっていない（本来のロゴは丸まっている）。ラジオ送信所に関しては、1959年開局時のものをそのまま使用し、アクリル板で壁面に張り付けて記されている。
- UHB送信所は自社のデジタルテレビ局に加え、HBC帯広デジタルテレビ局、AIR-G'（FMラジオ）、NORTH WAVE（FMラジオ）の送信設備を包含する。
  - 鉄塔・局舎はもともとUHB単独のアナログテレビ送信所として使用していたもので、開局当初は1983年9月まで使用されていたロゴをペンキで壁面に記されていた（後に現行ロゴに変更）。
  - HBCのロゴは、2002年3月の開局50周年を機に新しくなったロゴをUHBの左側にペンキで壁面に記されている。
  - 民放FM局は、ロゴが記されていない。